# Annette Langen

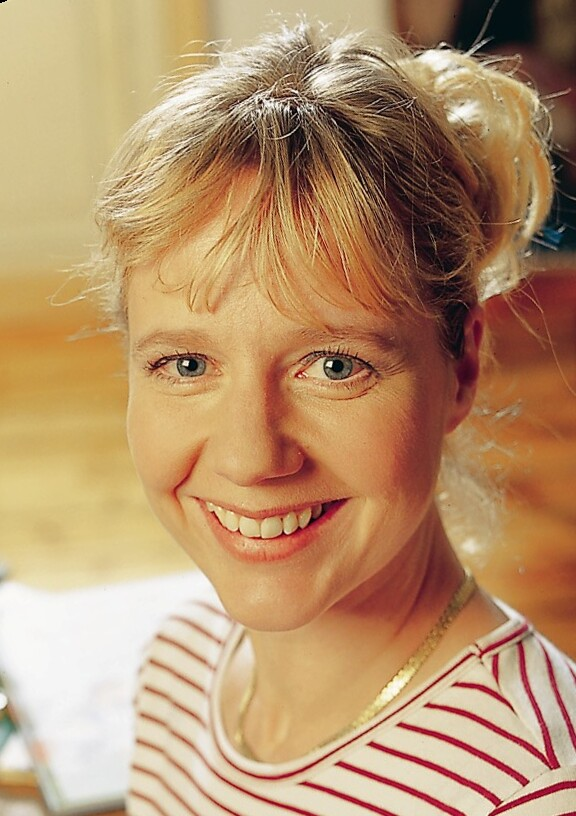
Annette Langen

Annette Langen (* 29. April 1967 in Leverkusen) ist eine deutsche Kinder- und Jugendbuchautorin. Sie schrieb seit 1989 über 100 Kinder- und Jugendbücher; Teile ihres Werkes wurden in über 30 Sprachen übersetzt. Ihr bekanntestes Werk ist die Kinderbuchreihe Briefe von Felix, die seit 1994 erscheint.

## Leben
Annette Langen wurde als erstes Kind einer Buchhändlerfamilie in Leverkusen geboren und wuchs in Leichlingen (Rheinland) auf. Nach dem Abitur machte sie eine Ausbildung zur Buchhändlerin und ging anschließend in die USA, um einen Verlagskurs zu besuchen. Zurück in Deutschland wurde sie Lektorin und gestaltete viele Jahre das Programm in einem Kinderbuchverlag. Bereits in diesen Jahren schrieb sie ihre ersten Kinderbücher. Seit 2000 ist sie ausschließlich freiberufliche Autorin.
Der Durchbruch gelang ihr 1994 mit dem Buch Briefe von Felix (illustriert von Constanza Droop), das von der Gesellschaft für Jugend- und Sozialforschung als „Pädagogisch wertvolles Bilderbuch“ ausgezeichnet und wiederholt in Auszügen in Schulbücher und Unterrichtsmaterialien aufgenommen wurde. In Israel gelangte Briefe von Felix als erstes deutsches Buch nach 1945 in die Bestsellerlisten. Bis heute sind mehrere Fortsetzungsbände und Sachbücher sowie ein Weltatlas für Kinder erschienen, dazu Hörbücher, Spiele, mehrere Fernseh- und Kino-Verfilmungen sowie ein Musical.
Eine weitere Reihe entstand ab 2000 mit Die kleine Motzkuh, illustriert von Imke Sönnichsen und Dorothea Ackroyd, in der innerfamiliäre Konflikte mit Humor aufgegriffen und Lösungen aufgezeigt werden. In dem 2010 erschienenen Buch Der kleine Herr G.Ott oder wie die Welt ein bisschen besser werden könnte werden aktuelle Themen wie Religion, Krieg und Frieden aus kindlicher Perspektive behandelt.
Neben der Schriftstellerei engagiert sich Annette Langen seit Jahren ehrenamtlich für Projekte zur Leseförderung und Integration von Kindern: So übernahm sie 2001 die Schulpatenschaft über eine Grundschule in Solingen, seit 2011 ist sie Lesebotschafterin der Stiftung Lesen und seit 2012 Schirmherrin eines Mentoring-Projekts in Coesfeld. Seit 2014 ist sie außerdem Mitglied von Soroptimist International, einem wohltätigen Service-Club für Frauen. Im Rahmen der Aktion Ich schenk dir eine Geschichte zum Welttag des Buches erschien 2016 auch ihr Jugendbuch Im Bann des Tornados und wurde in einer Auflage von 1,2 Millionen Exemplaren verteilt. Annette Langen hat eine Tochter und einen Sohn und lebt im Bergischen Land.

## Auszeichnungen
- „Book of the Year / Flying Turtle Award in Iran“ für: Letters from Felix, Book City and The Research Quarterly of Children and Youth's Literature, Februar 2015
- ITB Berlin Buch Award für Felix, der Hase, in der Rubrik: Reisebücher für Kinder, 2014
- „Buch des Monats“ für „Unsere eigene Weihnachtsgeschichte“, Institut für Jugendliteratur in Wien, Dezember 2012
- Goldene Schallplatte für Briefe von Felix 2010
- Buchliebling für Felix bei den Kindern der Welt, Buchverband Österreich, 2006
- NRW-Preis „Kunst und Kultur für Kinder und Jugendliche“ für das Patenprojekt an der Gemeinschaftsgrundschule Solingen, 2005
- „Feder des Monats“ für Briefe von Felix, Niederlande, 1995

## Werke (Auswahl)
- Dann lieber Luftschloss, Coppenrath Verlag, 2018, ISBN 978-3-649-61916-1
- Graciella will ein Einhorn sein (Illustrationen von Anne-Kathrin Behl), NordSüd Verlag, Zürich 2016, ISBN 978-3-314-10296-7
- Ich schenke dir eine Geschichte: Im Bann des Tornados (Illustrationen von Timo Grubing), cbj Verlag, München 2016, ISBN 978-3-570-22598-1
- Ein Weihnachtswunder für drei (Illustrationen von Frauke Weldin), Kerle Verlag im Herder Verlag, 2014, ISBN 978-3-451-71176-3
- Sommer mit Delfin (Illustrationen von Betina Goetzen-Beek), Coppenrath Verlag, 2014, ISBN 978-3-649-60500-3
- Ritter Wüterich und Drache Borste (Illustration von Katja Gehrmann), NordSüd Verlag, 2013, ISBN 978-3-314-10104-5
- Der kleine Herr G.Ott oder wie die Welt ein bisschen besser werden könnte, Herder Verlag, 2010. ISBN 978-3-451-70995-1
- Kinderbibel in 5-Minuten Geschichten, Herder Verlag, 2009, ISBN 978-3-451-70999-9
- Briefe ans Christkind, Coppenrath Verlag, 2008, ISBN 978-3-8157-4382-9
- Vier Pfoten am Himmel, Ein Bilderbuch zum Thema Tod, Herder Verlag, 2008, ISBN 978-3-451-29641-3
- Der Wunsch-Opa, Oetinger Verlag, 2002. ISBN 3-7891-0575-9
- Die kleine Motzkuh. oder: wie man die schlechte Laune verjagen kann (Illustrationen von Imke Sönnichsen), Coppenrath Verlag, 2000. ISBN 978-3-8157-2000-4
- Piraten, Astronauten und Co., Coppenrath Verlag, 1991. ISBN 978-3-88547-666-5
- Lustige Kinderküche mit der Maus, Coppenrath Verlag, 1989. ISBN 978-3-88547-606-1

### Buchreihen
- Briefe von Felix
- Die Kinder aus Kleeberg (mit Illustrationen von Betina Gotzen-Beek)
- Carlotta (mit Illustrationen von Frauke Bahr)
- Mathilda, Mathilda (mit Illustrationen von Dagmar Henze)

### Hörbücher
- Briefe ans Christkind (gelesen von Anna Thalbach), 2009
- Die Abenteuer von Felix
- Briefe von Felix und andere Geschichten, 2008
- Weltbeste Briefe von Felix, 2003
- Weihnachtsbriefe von Felix, 2002
- Zirkus-Briefe von Felix, 2002
- Abenteuerliche Briefe von Felix, 2002
- Neue Briefe von Felix, 2002
- Briefe von Felix, 2002

### Verfilmungen/DVD
- Die kleine Motzkuh und ihre Freunde, 2009
- Briefe von Felix und andere Geschichten, 2008
- Abenteuerliche Briefe von Felix & neue Briefe von Felix, 2008
- Felix in [ZDF-tivi], 2008, 2009, 2010
- Briefe von Felix (Zeichentrickserie), 2002–2006

### Musik
- Felix – Das Musical! Die Live-DVD, 2009
- Felix – Das Musical! Die Original-CD, 2008
- Das große Felix-Liederalbum 1, 2003, s. u.
- Das große Felix-Liederalbum 2, 2004, s. u.

### Spiele
- Englisch mit Felix CD
- Felix – Eine wundersame Reise durch die Zeit 1, CD
- Felix – Eine wundersame Reise durch die Zeit 2, CD
- Die Abenteuer von Felix, CD
- Rund um die Welt mit Felix, Eine abenteuerliche Reise durch fünf Kontinente, 2002
- Entdecke die Welt mit Felix, eine spannende Reise zu den großen Geheimnissen der Welt, 2002